# Сміттяр
«Сміттяр» — російський кінофільм 2001 року за повістю Івана Охлобистіна «Сміттяр». (Повість «Сміттяр» була надрукована в книзі «Юрій Коротков. Затяте Око. Кримінальні повісті» /вид. Надія-1, 1996 рік/ без згадки авторства В. І. Охлобистіна «…за дивним недогляд редакторів…»).

## Сюжет
Він — сміттяр у маленькому провінційному містечку, що потопає в російських снігах десь неподалік від Москви. Вона — схоже, столична штучка, незрозуміло якими долями занесена в цю глухомань.
Отже, наші дні. Звичайний холодний ранок. Блондинка в червоному «Reno». Вона безуспішно шукає готель і, побачивши якогось чоловіка у спец. одязі, рада була з ним поговорити. Але мужик, хоч і сміттяр, та на сміттяра зовсім не схожий: мова, манери, іронія…
Так поводяться люди з дуже цікавим минулим. Що він подумав про неї, невідомо. Але незабаром вони зустрілися знову. Сміттяр, який видає себе за філософа, — це буває. Але сміттяр, одягнений як мільйонер, — це вже занадто! Вона вирішила з'ясувати все. Навіть якщо це дуже небезпечно…

## В ролях
| Актор               | Роль                |
| ------------------- | ------------------- |
| Олексій Гуськов     | Микола, сміттяр     |
| Олеся Судзиловська  | дівчина             |
| Володимир Гусєв     | Петро Іванович, мер |
| Олександр Робак     | «браток»            |
| Олександр Берда     | помічник мера       |
| Володимир Сальников |                     |
| Володимир Смирнов   |                     |
| Генадій Соловйов    | Кирил, син мера     |
| Михайло Левченко    | Гурський            |
| Володимир Стержаков | чоловік за рулеткою |
| Денис Матросов      | крупє               |
| Михайло Шашков      |                     |

### Озвучення
| Актор              | Роль                                          |
| ------------------ | --------------------------------------------- |
| Євгеній Дятлов     | син мера (вокал) / виконавець пісні "Молитва" |
| Юрій Колокольников | Текст за кадром                               |
| Олександр Ільїн    | мер                                           |
| Олександр Рижков   | роль Михайла Левченка                         |

## Знімальна група
- Автор сценарію: Коротков Юрій Марксович
- Режисер: Шенгелія Георгій Леванович
- Оператор-постановник: Сергій Астахов
- Художник: Вирвич Валентин Миколайович
- Звукооператор: Шахвердієв Ельдар Адилович